# GIPC2
GIPC2 (англ. GIPC PDZ domain containing family member 2) – білок, який кодується однойменним геном, розташованим у людей на короткому плечі 1-ї хромосоми.  Довжина поліпептидного ланцюга білка становить 315 амінокислот, а молекулярна маса — 34 354.
| 10         |  | 20         |  | 30         |  | 40         |  | 50         |
| ---------- |  | ---------- |  | ---------- |  | ---------- |  | ---------- |
| MPLKLRGKKK |  | AKSKETAGLV |  | EGEPTGAGGG |  | SLSASRAPAR |  | RLVFHAQLAH |
| GSATGRVEGF |  | SSIQELYAQI |  | AGAFEISPSE |  | ILYCTLNTPK |  | IDMERLLGGQ |
| LGLEDFIFAH |  | VKGIEKEVNV |  | YKSEDSLGLT |  | ITDNGVGYAF |  | IKRIKDGGVI |
| DSVKTICVGD |  | HIESINGENI |  | VGWRHYDVAK |  | KLKELKKEEL |  | FTMKLIEPKK |
| AFEIELRSKA |  | GKSSGEKIGC |  | GRATLRLRSK |  | GPATVEEMPS |  | ETKAKAIEKI |
| DDVLELYMGI |  | RDIDLATTMF |  | EAGKDKVNPD |  | EFAVALDETL |  | GDFAFPDEFV |
| FDVWGVIGDA |  | KRRGL      |  |            |  |            |  |            |

A: Аланін

C: Цистеїн

D: Аспарагінова кислота

E: Глутамінова кислота

F: Фенілаланін

G: Гліцин

H: Гістидин

I: Ізолейцин

K: Лізин

L: Лейцин

M: Метіонін

N: Аспарагін

P: Пролін

Q: Глутамін

R: Аргінін

S: Серин

T: Треонін

V: Валін

W: Триптофан

Задіяний у такому біологічному процесі як поліморфізм. 
Локалізований у цитоплазмі.